# Îlet Mathieu
L' îlet Mathieu est un îlet situé sur la commune de Saint-Georges-de-l'Oyapock, dans le département français de la Guyane.

### Articlex connexes
- Liste des îles de Guyane